# Things That Lovers Do
Things That Lovers Do är ett duettalbum av de amerikanska artisterna Kenny Lattimore och Chanté Moore, utgivet av Arista Records den 11 februari 2003. Albumet gick in på tredjeplatsen på amerikanska R&B-listan Top R&B/Hip-Hop Albums, vilket blev båda artisternas högsta notering på topplistan.

## Låtlista
| 1.           | "Things That Lovers Do"                  | Bobby Ross Avila Issiah Avila Jimmy Jam Terry Lewis III Mike Pickering |              | 4:34  |
| 2.           | "You Don't Have to Cry"                  | René Moore Angela Winbush                                              |              | 4:45  |
| 3.           | "With You I'm Born Again"                | Carol Connors David Shire                                              |              | 3:21  |
| 4.           | "Love Saw It"                            | Daryl Simmons L.A. Reid Babyface                                       |              | 3:54  |
| 5.           | "Loveable (From Hour Head to Your Toes)" | B. Avila I. Avila Jam Lewis Chanté Moore                               |              | 5:19  |
| 6.           | "You're All I Need To Get By"            | Nickolas Ashford Valerie Simpson                                       |              | 4:16  |
| 7.           | "When I Said I Do"                       | Clint Black                                                            |              | 4:54  |
| 8.           | "Close the Door"                         | Kenny Gamble Leon Huff                                                 |              | 6:17  |
| 9.           | "Here We Go"                             | Art Phillips Richard Rudolph                                           |              | 4:35  |
| 10.          | "Is It Still Good To You"                | Ashford Simpson                                                        |              | 4:38  |
| 11.          | "Make It Last Forever"                   | Keith Sweat Teddy Riley                                                |              | 4:36  |
| 12.          | "Still"                                  | Lionel Richie                                                          |              | 6:59  |
| Total längd: | Total längd:                             | Total längd:                                                           | Total längd: | 58:08 |

## Topplistor
| Lista (2003)                           | Högsta position |
| -------------------------------------- | --------------- |
| USA Billboard 200                      | 31              |
| USA Top R&B/Hip-Hop Albums (Billboard) | 3               |

| Lista (2003)                           | Högsta position |
| -------------------------------------- | --------------- |
| USA Top R&B/Hip-Hop Albums (Billboard) | 74              |

## Utgivningshistorik
| Region | Datum            | Format              | Skivbolag      | Ref.  |
| ------ | ---------------- | ------------------- | -------------- | ----- |
| USA    | 11 februari 2003 | CD digital download | Arista Records | [ 4 ] |
| Europa | 11 februari 2003 | CD digital download | Arista Records | [ 7 ] |